# カウンティ
カウンティ（英語: county）は、英語圏における地方行政構造の一階層ならびにその階層に属する個々の行政区画ないし行政区分である。州、県、郡などとも訳される。その具体的意味は地域、時代などにより様々である。個々の詳細は下記項目を参照。

## 概要
歴史的にはカウンティ (county) はフランス語のcomtéに由来し、1066年のノルマン・コンクエスト以降古英語のscir ([ʃir])―現代英語 でのshire（シャイア）に代えて用いられた。というのも、アングロサクソン人のシャイアによる統治が独特で、ノルマン人征服者には理解しがたいものであったため、カウンティと呼ぶことにしたのである。シャイアはアングロサクソン王国の行政区画であって、通常は、たとえばグロスタシャーのグロスター、ウスターシャーのウスターといった具合に統治の中心の名前に因んだ名前か、それに由来する名前（たとえば、ウィルトシャー (Wiltshire) はその古い町 ウィルトン (Wilton) に因むWiltonshireに由来する）で呼ばれた。こうして、フランス語のcomtéが王の支配地を指すのに対し、英語のcountyは王の支配地の一区分を指すようになった。
この他、イギリスのグレート・ウェスタン鉄道が製造した蒸気機関車の形式に、個々の車輌の固有名がカウンティ名であるためカウンティ級と通称されるものがある。

## 各国のカウンティ
- アイルランドのカウンティ
- アメリカ合衆国のカウンティ (郡)
- イギリスのカウンティ
- オーストラリアの行政区画 (英語)
- カナダのカウンティ (英語)
- ニュージーランドのカウンティ (英語)
- リベリアのカウンティ
- ケニアのカウンティ